# يثع (إله)

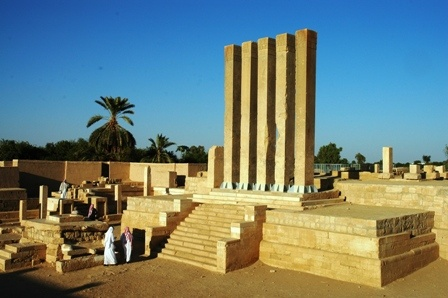
معبد بران أو "عرش بلقيس" الموقع الأثري الأشهر بين آثار اليمن

يثع هو إله عربي من قبل الإسلام، لم يرد صراحة بين أسماء الآلهة، وإنما يرد كثيراً في الأسماء المركبة من أسماء الآلهة في مملكتي سبأ وحمير في اليمن القديم. وقد حمل تسعة ملوك اسم هذا الإله في أسمائهم المركبة منه. قد يكون الاسم مكافئًا قديمًا لمعنى «الخلاص».